# Federación Internacional de Béisbol
La Federación Internacional de Béisbol (en inglés International Baseball Federation) (IBAF) fue el ente rector mundial del béisbol. Esta organización tenía a su cargo los partidos de este deporte entre las federaciones nacionales y los torneos locales tales como el Clásico Mundial de Béisbol (en asociación con Major League Baseball), la Copa Mundial de Béisbol, la Copa Intercontinental, y el Torneo Olímpico de Béisbol (en asociación con el Comité Olímpico Internacional). En el mes de abril de 2013, tanto la Federación Internacional de Béisbol como la Federación Internacional de Sóftbol (ISF), reconocieron la constitución del nuevo ente rector del béisbol y el sóftbol con el nombre de Confederación Mundial de Béisbol y Sóftbol (WBSC).

## Historia
La IBAF fue fundada en 1938 después de la celebración de la primera Serie Mundial Amateur en Gran Bretaña, para consolidar y para promover la iniciativa de competiciones internacionales,  este torneo fue reconocido como el primer Campeonato Mundial de Béisbol, designando a Leslie Mann como Secretario General y Tesorero, hasta 1944 la entidad mantuvo su nombre designando presidente al dirigente organizador del mundial de turno, ese mismo año tomó el nombre oficial de Federación Internacional de Béisbol Amateur (FIBA) y gerencia los mundiales con varios inconvenientes hasta 1973, cuando finalmente se había conseguido aunar esfuerzos, diferentes opiniones y fuertes influencias políticas generaron una escisión en la Federación Internacional que llevó a la creación de la Federación Mundial de Béisbol Amateur (FEMBA) en el congreso de Bolonia, en Italia, con ocasión de la I Copa Intercontinental.  Este organismo decidió entonces celebrar su Mundial en Nicaragua y el norteamericano William P. Fehring fue elegido Presidente. 
En 1973, la FIBA organizó la XXI edición del Mundial en La Habana, por su parte,  la FEMBA organizó a finales de noviembre del mismo la que será designada como 22a edición del mismo torneo, en Managua, Nicaragua, hubo por lo tanto, aquel año, dos ediciones separadas que otorgaron dos títulos, el primero logrado por Cuba y el segundo por los Estados Unidos.    
En 1974 la FEMBA organizó el XXIII Campeonato Mundial en St. Petersburg, el primero disputado en Estados Unidos, participaron 9 países, al año siguiente y gracias a la intervención del presidente del Comité Olímpico Mexicano, Mario  Vázquez  Raña,  los dirigentes de las dos organizaciones acordaron reunirse y se reestructuró una organización única con el nombre de Asociación Internacional de Béisbol Asociado (International Baseball Association, AINBA) más adelante en 1978 el Comité Olímpico Internacional reconoció oficialmente a la AINBA como el único organismo Internacional de Béisbol, en el transcurso del Congreso celebrado en La Habana, Cuba en 1984 los delegados acuerdan cambiar el nombre al de Asociación Internacional de Béisbol, IBA antes de regresar a su nombre original y abreviatura en 2000.
La sede de la IBAF estaba ubicada en Lausana, Suiza.

## Presidentes
- Leslie Mann (Estados Unidos): 1938
- Jaime Mariné (Cuba): 1939 - 1943
- Jorge Reyes (México): 1944 - 1945
- Pablo Morales (Venezuela): 1946 - 1947
- Chale Pereira (Nicaragua): 1948 - 1950
- Pablo Morales (Venezuela): 1951 - 1952
- Carlos M. Zecca (Costa Rica): 1953 - 1968
- FIBA: Juan Isa (Antillas Neerlandesas): 1969 - 1975 (FIBA 1973 - 1975)
- FEMBA: William Fehring (Estados Unidos): 1973 - 1974
- FEMBA: Carlos García Solórzano (Nicaragua): 1975
- AINBA: Manuel González Guerra (Cuba): 1976 - 1979
- AINBA: Carlos García Solórzano (Nicaragua): 1980 (No asumió el cargo)
- Robert E. Smith (Estados Unidos): 1981 - 1993
- Aldo Notari (Italia): 1993 - 2006
- Harvey Schiller (Estados Unidos): 2007 - 2009
- Riccardo Fraccari (Italia): 2009 - presente

## Confederaciones asociadas
- Asociación Africana de Béisbol y Sóftbol (ABSA) - 18 países.
- Confederación de Béisbol de Oceanía (BCO) - 13 países.
- Federación de Béisbol de Asia (BFA) - 21 países.
- Confederación Europea de Béisbol (CEB) - 39 países.
- Confederación Panamericana de Béisbol (COPABE) - 27 países.

## Torneos

### Competiciones masculinas
| Torneo                         | Último torneo                       | Campeón vigente |
| ------------------------------ | ----------------------------------- | --------------- |
| Clásico Mundial de Béisbol     | Los Ángeles 2017 (Sede de la final) | Estados Unidos  |
| WBSC Premier 12                | Tokio 2015 (Sede de la final)       | Corea del Sur   |
| Copa Mundial de Béisbol Sub-23 | Monterrey 2016                      | Japón           |
| Copa Mundial de Béisbol Sub-18 | Osaka 2015                          | Estados Unidos  |
| Copa Mundial de Béisbol Sub-15 | Iwaki 2016                          | Cuba            |
| Copa Mundial de Béisbol Sub-12 | Tainan 2015                         | Estados Unidos  |

### Competiciones femeninas
| Torneo                           | Último torneo | Campeón vigente |
| -------------------------------- | ------------- | --------------- |
| Copa Mundial Femenina de Béisbol | Edmonton 2012 | Japón           |